# Tipula sciadoptera
Tipula sciadoptera är en tvåvingeart som beskrevs av Alexander 1964. Tipula sciadoptera ingår i släktet Tipula och familjen storharkrankar. Inga underarter finns listade i Catalogue of Life.